# Пластиковые фламинго

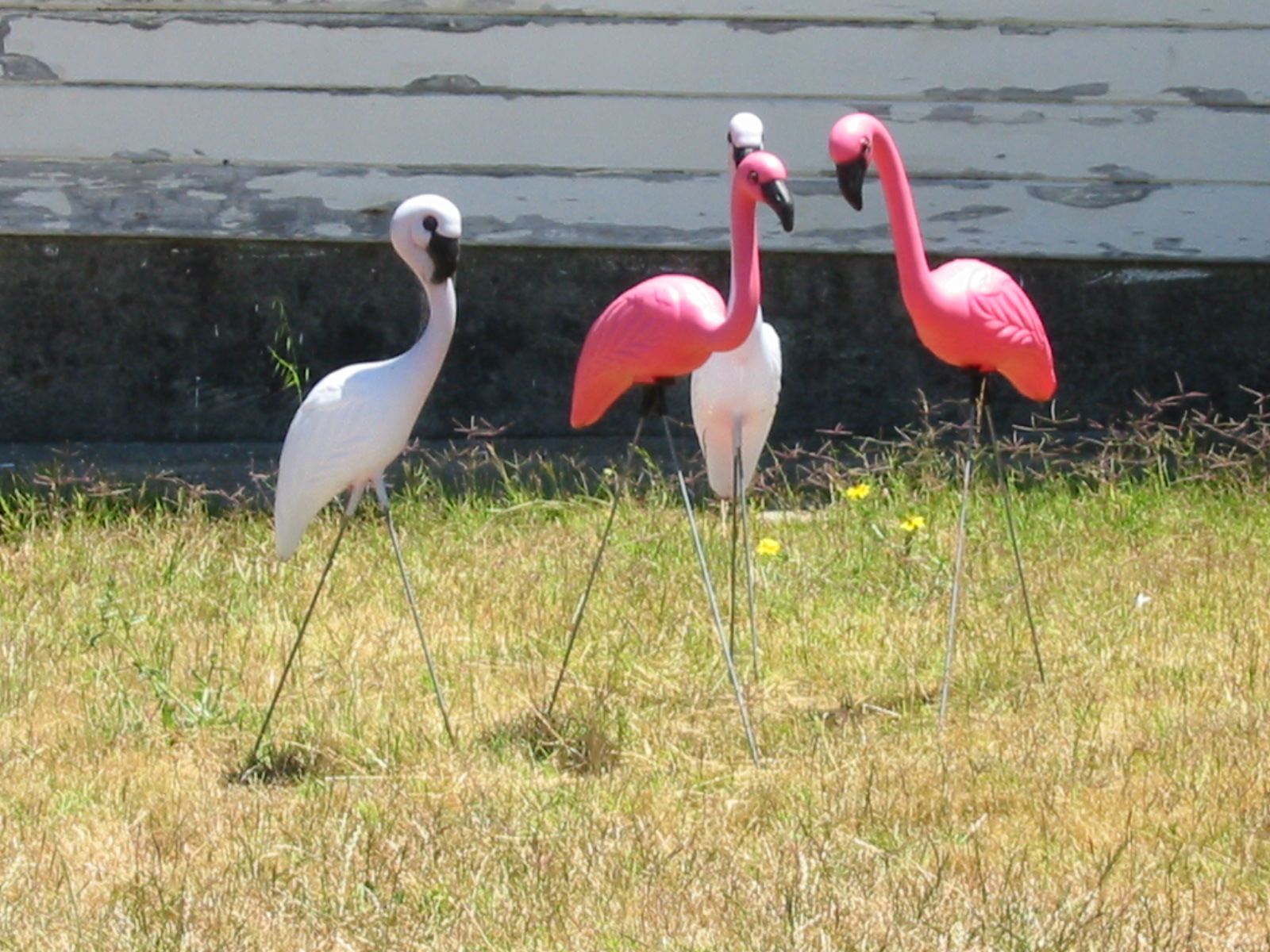
Композиция из четырёх садовых фламинго в Калифорнии

Пластиковые фламинго — одно из наиболее известных садовых украшений в США. В 1957 году Доналд Федерстон из компании Union Products в штате Массачусетс на волне популярности отдыха во Флориде, фламинго и розового цвета создал украшения для газона в виде пары розовых птиц. Дешёвые пластиковые фламинго пользовались популярностью у среднего класса, но стали признаком дурного вкуса в высшем обществе, а выход в 1972 году фильма Джона Уотерса «Розовые фламинго» только закрепил такое отношение к ним. Популярность вернулась с выходом на экраны в середине 1980-х сериала «Полиция Майами: Отдел нравов», на заставке которого появились живые красные фламинго.
Отношение к пластиковым фламинго постоянно менялось: они были символом плохого вкуса, гомосексуального движения, обозначали протест и выход за рамки дозволенного. В 1980-е годы птиц стали устанавливать на газоны в качестве шуточных подарков на разные праздники, брать с собой в путешествия. По словам профессора массовой культуры Сиракузского университета Роберта Томпсона, пластиковый фламинго, наравне с бархатным Элвисом, стал иконой китча.

## Предпосылки
Специалист по истории окружающей среды Дженни Прайс (Jenny Price) предварила описание пластикового фламинго историческим экскурсом в середину XVIII века, когда ландшафтный архитектор Ланселот Браун ввёл моду на «естественные» английские лужайки и поместил на них фигурки настоящих животных, в первую очередь оленей, противопоставляя их регулярным паркам Версаля с его фигурами драконов, сатиров, нимф и греческих богов.
К концу столетия новый стиль пересёк Атлантику и приобрёл в США новое значение: нетронутые природные ландшафты стали частью национального самосознания молодого государства. Эндрю Джексон Даунинг предлагал размещать в непосредственной близости от особняка вазы и «корзины в деревенском стиле», а чуть далее — каменные горки и мхи, оставляя остальной участок в первозданном виде. Схожие «британские» принципы организации пространства Даунинг хотел использовать и для оформления небольших участков (предпочтительно 50 акров, но он также работал и с 10, и с 20 акрами), которые находились в собственности стремительно растущего среднего класса. Для таких участков он предлагал ограничиться только деревьями и травой, утверждая, что скульптуры и вазы на малой площади являются признаками дурного вкуса. После Гражданской войны в США ученик Даунинга Фредерик Ло Олмстед спроектировал и построил Центральный парк в Нью-Йорке — островок природы, позволяющий укрыться от городского стресса.
Другой ученик Даунинга, Фрэнк Джесап Скотт (Frank Jesup Scott), в 1870 году выпустил брошюру для среднего класса The Art of Beautifying Suburban Home Grounds of Small Extent, в которой советовал избегать гипса и мрамора на маленьких участках перед домом. Он предлагал ограничиться одним или двумя деревьями на территории и несколькими цветами у двери, заняв остальное пространство зелёным газоном. У владельцев домов было своё мнение: в 1920-е на газонах появились алюминиевые животные, в 1930-е оленей, кроликов и лягушек стали делать из дешёвого цемента, а после Второй мировой войны лидерство захватил пластик. В 1946 году компания Union Products, расположенная в городе Леминстер в Массачусетсе, производила пластиковых собак, лягушек и уток, а также двумерного, плоского фламинго.

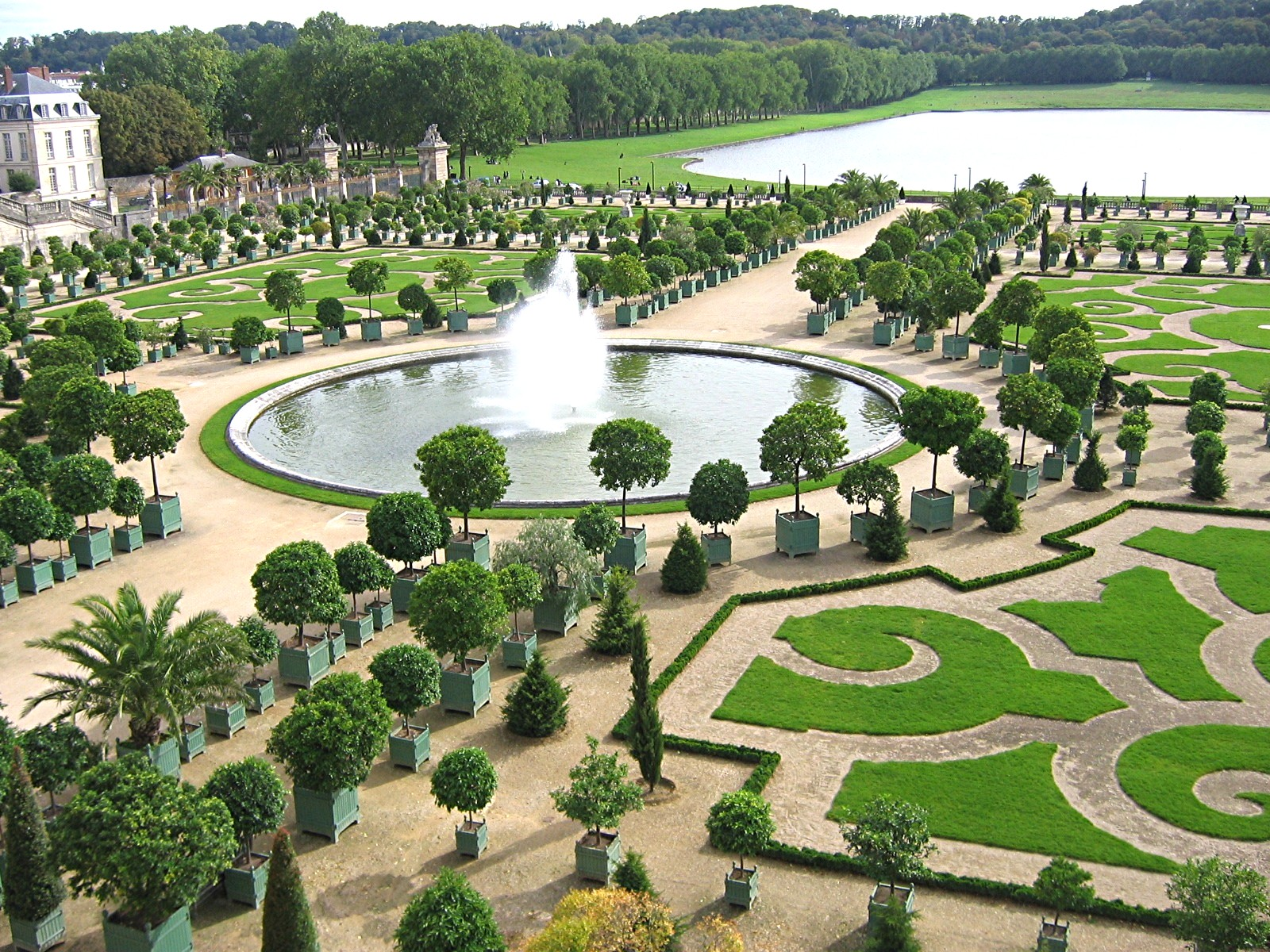
Сады Версаля
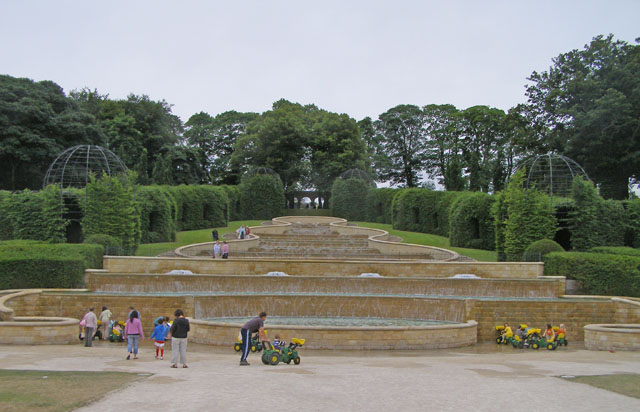
Сад Алник
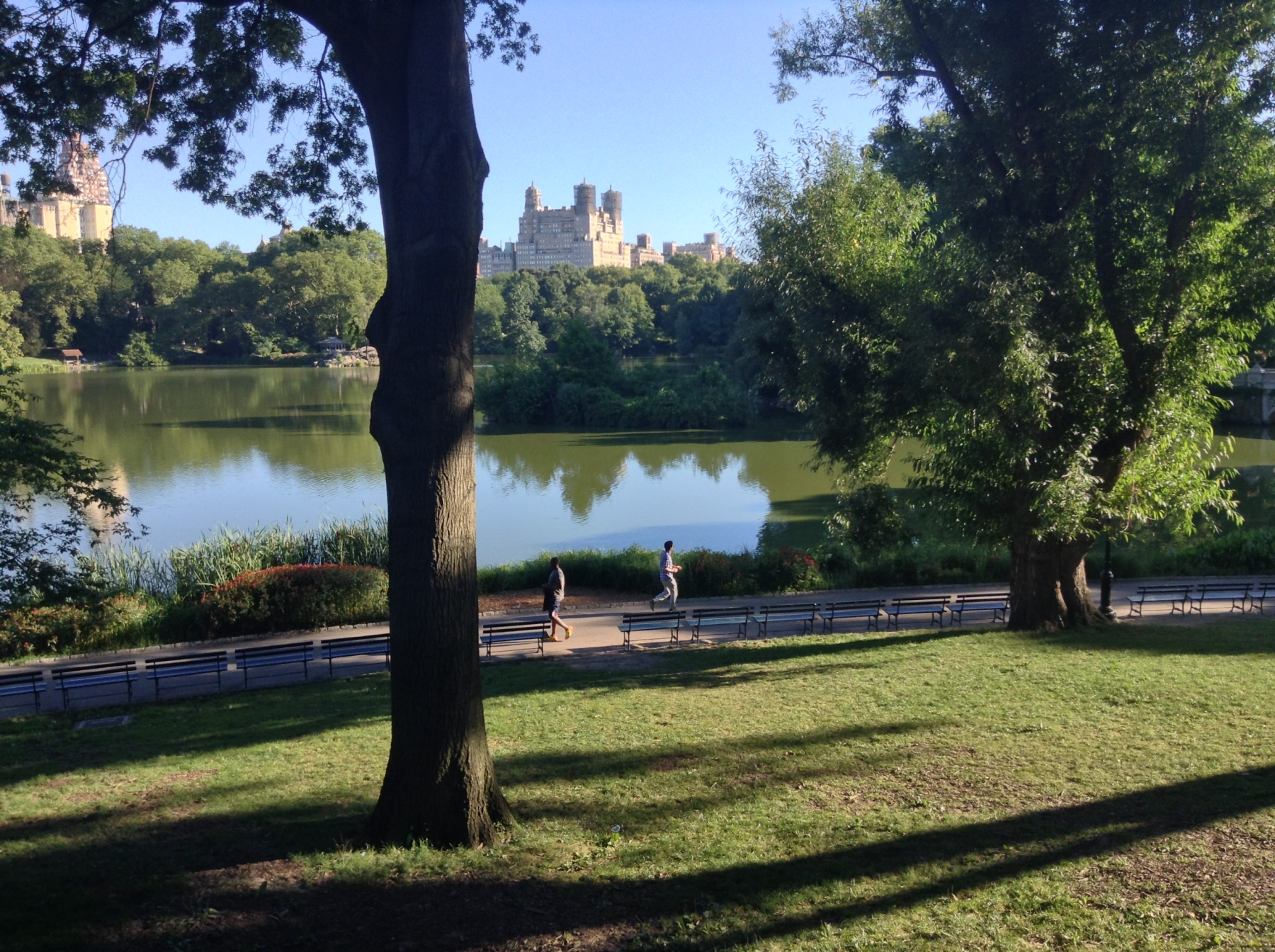
Центральный парк

В середине XX века в США были популярны розовый цвет, фламинго и пластик.
Ярко-розовый цвет, по замечанию Карал Энн Марлинг (Karal Ann Marling), стал «самым горячим цветом десятилетия» («the hottest color of the decade»). Розовые наряды вошли в гардероб Мейми Эйзенхауэр, Джейн Мэнсфилд и Элвиса Пресли. Розовыми были автомобили, стены в домах и бытовая техника; в 1956 году Элвис Пресли приобрёл розовый «Кадиллак».
В 1950-е годы повсеместно стал использоваться пластик, из него делали кухонную утварь и телефоны, кукол Барби и обои, в продаже появились пластиковые фрисби и хула-хупы. Рекламный слоган компании DuPont в то время гласил: «Лучшие вещи для лучшей жизни с помощью химии» («Better Things for Better Living Through Chemistry»).
В 1910-е и 1920-е годы отдых во Флориде могли себе позволить лишь богатые американцы. К тому времени красные фламинго уже вымерли на полуострове, и их приходилось завозить. Новый отель в Майами-Бич получил название «Фламинго», которое быстро стало синонимом достатка и процветания. С открытием Системы межштатных автомагистралей и постройкой новых дешёвых отелей после урагана 1926 года отдых во Флориде стал доступен и среднему классу. Фламинго, таким образом, напоминали об отпуске во Флориде и на Карибах, где многие американцы могли видеть живых птиц и откуда они привозили многочисленные сувениры с их изображением. В 1946 году гангстер Багси Сигел открыл отель «Фламинго» в Лас-Вегасе, только добавив экстравагантности этому атрибуту богатой жизни. В 1950-е годы множество мотелей и ресторанов по всей стране стали называться «Фламинго».
В компании Union Products почитали, что пластиковый розовый фламинго может стать ещё одним украшением для сада среди множества других декоративных животных, производимых этой фирмой.

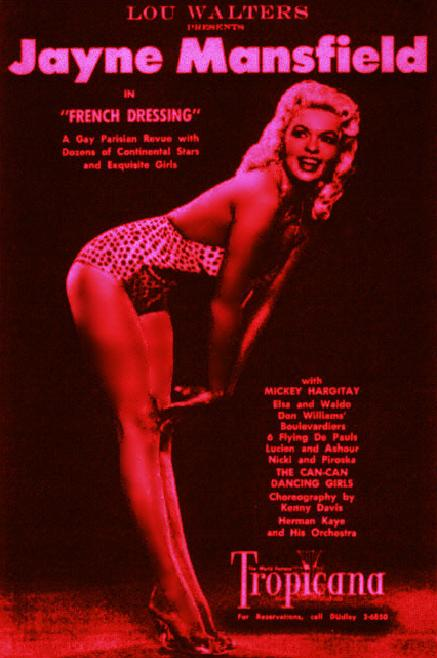
Шоу Джейн Мэнсфилд
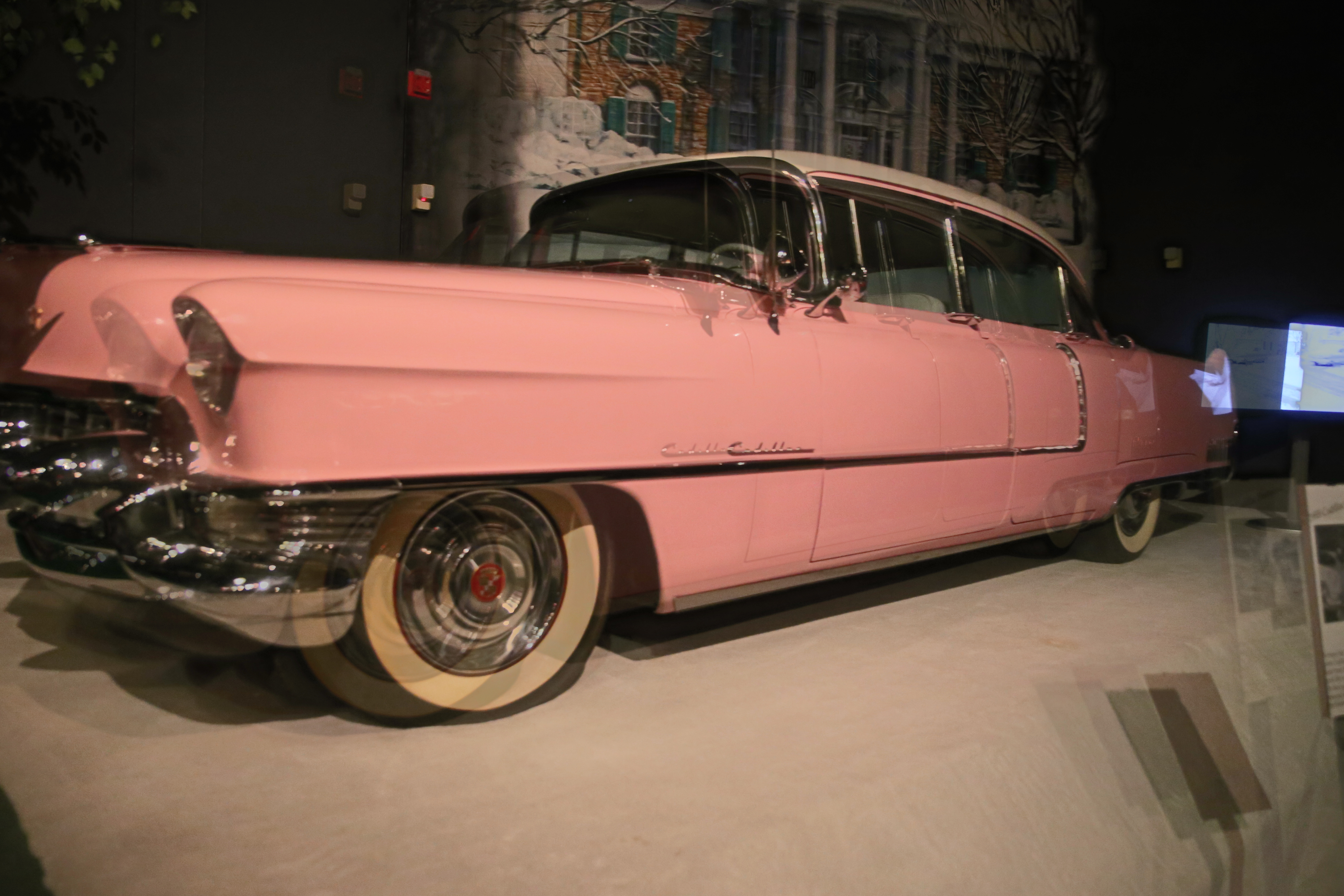
Розовый кадиллак Элвиса Пресли
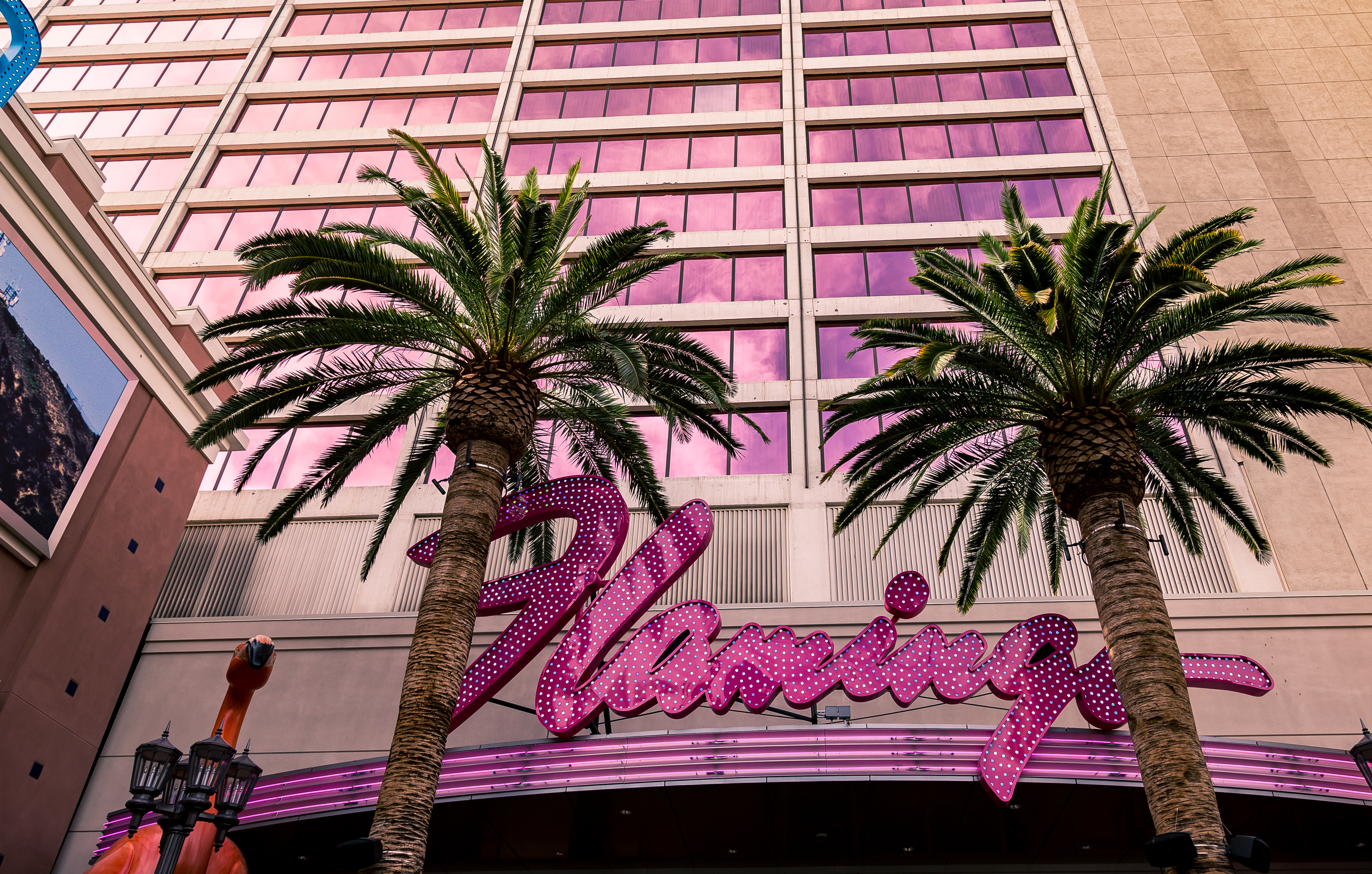
Отель «Фламинго» в Лас-Вегасе

## Производство
В 1956 году компания Union Products наняла на работу Доналда Федерстона, незадолго до этого окончившего школу искусств. Первые полгода он провёл в студии, занимаясь созданием с живых моделей фигуры Утки Чарли (Charlie the Duck). Следующим крупным проектом молодого скульптора стали фламинго, которых, в отсутствие живых моделей, Федерстон готовил, опираясь на фотографии из недавно опубликованной в журнале National Geographic статьи «Balerinas in Pink». За три недели из глины была подготовлена пара фламинго: одна птица стоит с выпрямленной головой и шеей, а другая наклонилась будто в поисках пищи. С глиняных моделей был сделан гипсовый слепок, который использовался для создания пресс-форм. Федерстон полагал, что ноги фламинго будут деревянными, однако из-за дороговизны материала от этой идеи пришлось отказаться в пользу металла.
Технология литья пластмасс под давлением была запатентована в 1872 году Джоном Уэсли Хайатом и развита в 1946 году Джеймсом Уотсоном Хендри (James Watson Hendry), который предложил вместо погружного механизма использовать вращающиеся винты, что привело к более равномерному размешиванию жидких пластмасс и к лучшему качеству пластиковой продукции. Первые пластиковые фигуры склеивались из двух спрессованных половинок, но в начале 1970-х годов «Union Products» перешла на выдувную технологию, которую в 1938 году придумали Энох Фернгрен (Enoch Ferngren) и Уильям Копитке (William Kopitke) для изготовления пластиковых бутылок и которая впоследствии распространилась на любые полые предметы из пластика.

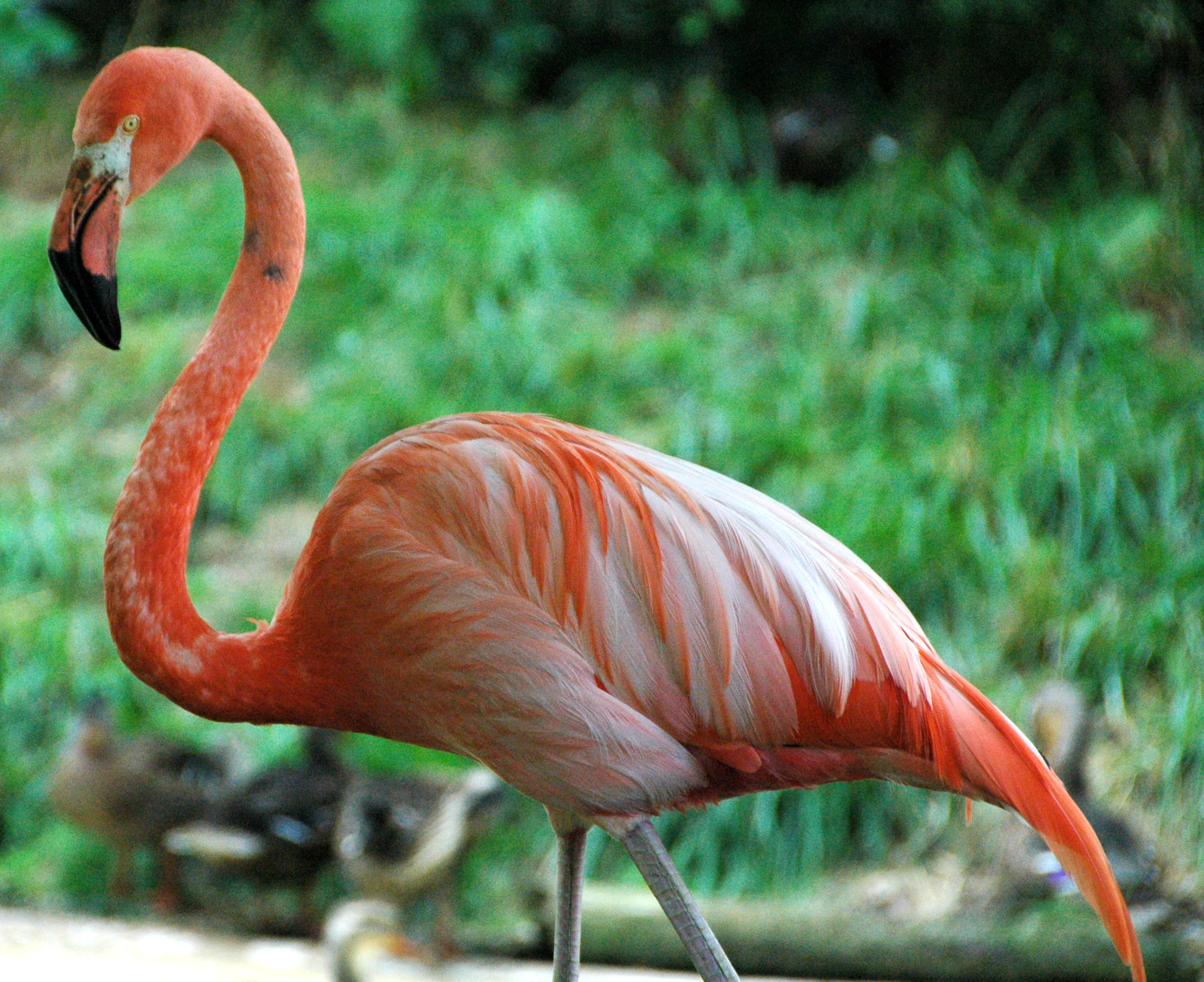
Красный фламинго

Высота стоячей фигуры пластикового фламинго достигает 90 см (около трёх футов). Согласно Смитсоновскому Национальному музею американской истории, размеры пары составляют примерно 36 × 40 × 10 см, а одной птицы без учёта ног — 36 × 20 см. Оригинальные фигуры изготавливались из полистирола, который со временем трескался, особенно вокруг металлических ног. Позднее птиц стали делать из полиэтилена, и они приобрели насыщенный ярко-розовый цвет. Выпускались также модели из стирола, которые были светло-розового цвета и со временем ещё больше тускнели на солнце. Так как при изготовлении пластиковых фигур используются те же полимеры, что и для контейнеров для транспортировки кислоты, они получаются очень долговечными. Реальные красные фламинго — самые яркие представители семейства — уступали по насыщенности цвета своему пластиковому аналогу, который сам Федерстон назвал Phoenicopterus ruber plasticus.
В 1987 году, к тридцатой годовщине появления пластиковых фламинго, губернатор штата Массачусетс назвал их «существенным вкладом в американское народное творчество» («an essential contribution to American folk art»), а компания Union Products изменила форму для отливки, добавив под хвостом каждой птицы автограф Доналда Федерстона — своеобразный знак качества, показывающий, что на газоне оригинальная птица, а не какая-то подделка. В этом же году почитатели пластикового фламинго объединились в «International Society for the Preservation of Pink Lawn Flamingos», а Федерстон стал вице-президентом Union Products, в 1996 году заняв пост президента компании. Вскоре после его ухода на пенсию в 2000 году с пластиковых фламинго пропал автограф, однако из-за шумихи, поднятой «фламинго-пуристами» («flamingo purists»), компания была вынуждена вернуть его обратно.

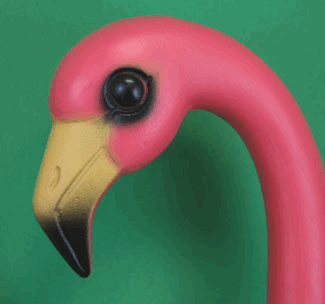
Голова фламинго с пластиковыми глазами крупным планом

Со временем популяция пластиковых фламинго пополнилась. В 1996 году к классическим розовым птицам добавился «Snowmingo» — полностью белая птица, которую можно было купить зимой в тех магазинах, которые отказывались в это время продавать розовую версию. В 1998 году на свет появился «Realmingo»: этот вариант пластикового фламинго имеет длину 76 см (30 дюймов) от клюва до хвоста (в два раза больше оригинального пластикового фламинго) и вставные пластиковые глаза вместо нарисованных. «Skelemingo» — чёрно-белая птица для украшения сада на Хэллоуин, «Turkeymingo» — ко Дню благодарения, существует даже рождественский набор, состоящий из фламинго-Санты и четырёх пар фламинго-оленей. Кроме того, продаются пластиковые фламинго, раскрашенные в цвета спортивных команд. К пятидесятилетию с начала производства была выпущена версия в золотом цвете. Пластиковые фламинго начали выпускать и в Китае — журналист The Daytona Beach News-Journal Марк Лэйн (Mark Lane) отмечал в 2006 году, что эти фигуры тоньше и менее детализированы.
Когда в конце октября 2006 года компания Union Products, испытывавшая финансовые трудности из-за высоких цен на материалы и электричество, объявила о своём закрытии, остановка выпуска пластиковых фламинго вызвала широкий общественный резонанс. Многие журналисты писали некрологи пластиковому фламинго, который лишь несколько месяцев не дожил до своего пятидесятилетия. В 2007 году компания HMC International LLC из штата Нью-Йорк объявила о планах возобновить производство на основе выкупленных у Union Products пресс-форм. Пройдя через несколько владельцев, они в конечном итоге были приобретены фирмой Cado Products из Фитчберга — ещё одного города в Массачусетсе, производящего пластик.

## Продажи
Первые партии пластиковых фламинго продавались в сетях магазинов «Woolworth», «Ben Franklin» и «Sears» по цене 2,76 доллара США за пару. «Реалистичные» фигуры были призваны улучшить внешний вид пейзажа и «представить на газоне выразительный отпечаток беззаботности и экстравагантности Флориды». В 1968 году пара стоила 3,69 доллара, а в 1970 году пластиковые фламинго пропали из каталогов «Sears». Снижение популярности связывают с войной во Вьетнаме и движением хиппи: первая сделала цветастые фигуры неуместными, а второе отдавало предпочтение лужайкам более естественного вида. В попытке оживить продажи в начале 1970-х годов были выпущены фигуры с деревянными ногами, но и это не помогло.

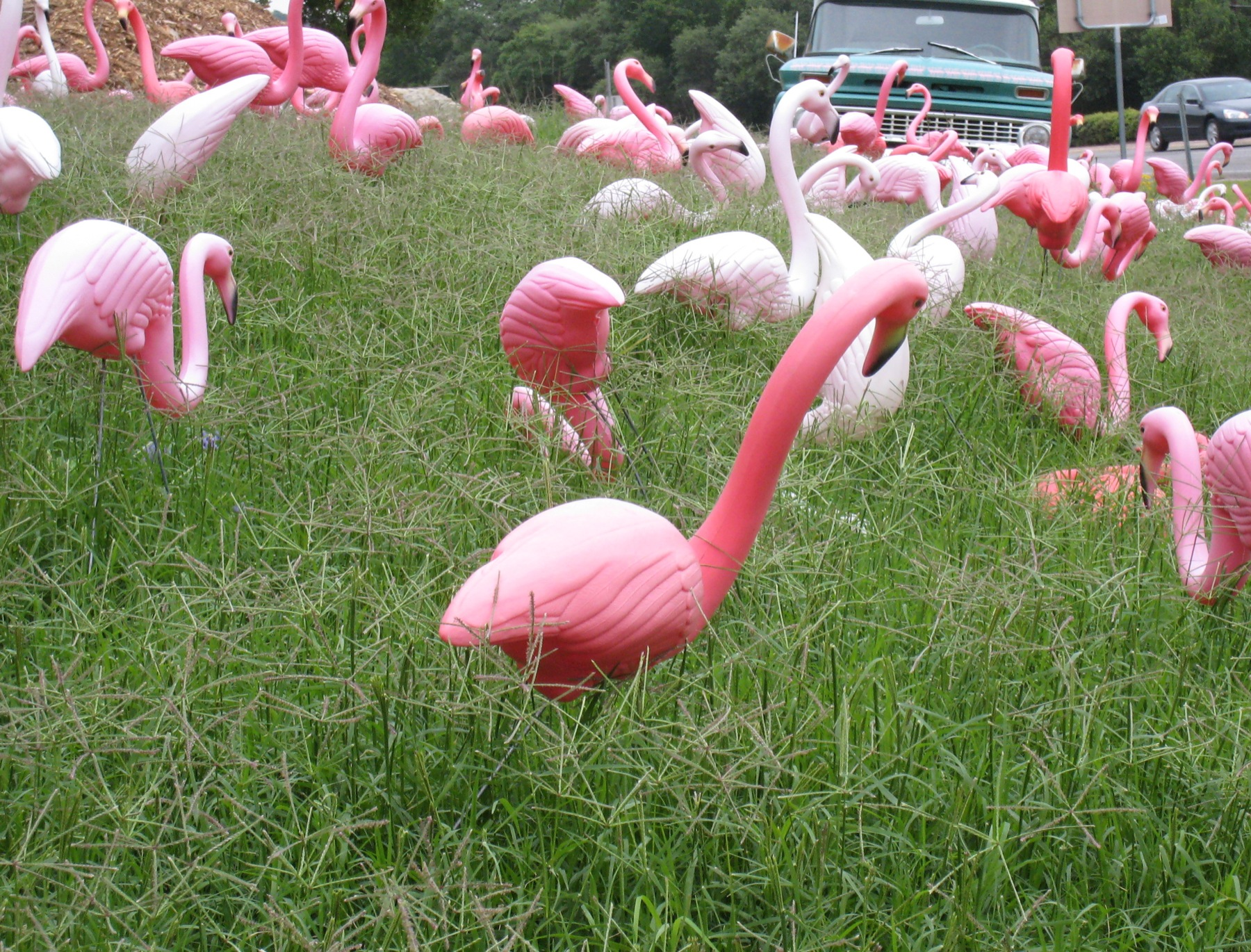
Стая пластиковых фламинго в Остине

В 1980-х годах живые фламинго появились на заставке сериала «Полиция Майами: Отдел нравов», и их пластиковые аналоги снова стали популярными. Теперь они продавались через журнал Rolling Stone по цене 9,95 доллара за пару, а «Sears» в 1986 году впервые смог продать больше фламинго, чем уток. Прайс сравнивала фламинго на лужайке или на балконе с джинсами в бальном зале, автомобилями Jeep в гараже Верхнего Вест-Сайда или белым костюмом от Giorgio Armani в комплекте с двухдневной щетиной и без носков — комбинация Джеймса Крокетта, главного героя сериала, которого сыграл Дон Джонсон. К тому времени эти фигуры вызывали ностальгию у поколения бэби-бумеров. Старые фламинго стали появляться в магазинах ар-деко, и хотя они были изготовлены из того же пластика, что их современные аналоги, цена поднималась до 50 долларов. В 2007 году цена на пару фламинго в магазинах розничной торговли составляла 10—20 долларов, в середине 2010-х пластиковые фламинго продавались уже по цене 20—30 долларов за пару.
В 1997 году в США и Канаде пластиковые фигуры для газона выпускали четыре компании: Union Products, Empire Plastics, Tucker Plastics Inc, Lawnware, но у трёх последних не было собственного скульптора. Union Products выпускала полмиллиона пластиковых фламинго ежегодно, и в её штате было около 200 человек. Расположенная в Квебеке Tucker Plastics Inc во время большого спроса продавала около 200 тысяч пар ежегодно, но к концу XX века её продажи упали до 6 тысяч пар в год. С 1957 года было продано более 20 миллионов пар фламинго, и хотя некоторые другие пластиковые фигуры продавались лучше, «про них никто не писал». В журнале «Форбс» в шутку отметили, что пластиковых фламинго даже больше, чем настоящих. По словам соавтора Доналда Федерстона по книге фотографий о пластиковых фламинго Тома Херцинга (Tom Herzing), они — «это маленький фрагмент нашего собственного характера — умение быть простым, знак усталости от обычных понятий вкуса и красоты».

## Символизм
Медина Лазански (Medina Lasansky) из Брауновского университета назвала американские газоны «полупубличной областью частного ландшафта» («semi-public realm of the private landscape»), они символизируют американскую мечту и возможность самовыражаться, а на их облик влияет постоянное социальное давление, которому подвергаются их владельцы. Ярких птиц на лужайке было невозможно не заметить, и они быстро стали подвергаться критике. Популярные у рабочего класса из-за своей дешевизны фигуры стали предметом насмешек в более высоких социальных кругах. В 1953 году американский критик Дуайт Макдональд сравнивал массовую культуру с «раковой опухолью» высокого искусства. Присутствие фламинго на лужайке стало признаком пошлого дизайна. Некоторые местные сообщества принимали решения, запрещающие установку сначала розовых фламинго, а когда в конце 1980-х, отвечая на запросы домовладельцев из таких районов, Федерстон выпустил синюю версию, то и фламинго любого цвета. Итальянский критик Джилло Дорфлес в книге 1969 года Kitsch: The World of Bad Taste назвал пластиковых фламинго и садовых гномов типичными представителями дурного вкуса, «полностью убившими способность различать искусство и жизнь» («killed all ability to distinguish between art and life»).
В 1960-е годы в США стало популярно экологическое движение, требующее отказаться от всего, что вредит природе. В первую очередь новое движение обратило внимание на английские зелёные лужайки, которые изначально формировались из привезённых трав и для поддержания которых требовались вредные химические удобрения, в первую очередь ДДТ. Главным же врагом бэби-бумеров на их пути к экологически чистому газону, по словам Прайс, стал пластик, олицетворением которого являлись яркие ненатуральные розовые фигуры фламинго на яркой зелёной траве.
В 1972 году вышел фильм Джона Уотерса «Розовые фламинго», который сам автор называл «тренировкой в дурновкусии». Одной из множества отсылок к плохому вкусу в фильме являются пластиковые фламинго, размещённые перед трейлером главного персонажа — яркой драг-квин, которая в финальной сцене ест собачьи фекалии, что только закрепило отношение к фигуркам. Уотерс говорил, что фламинго были довольно популярны в его родном городе Балтимор в Мэриленде, хотя в респектабельном районе, в котором он жил, районный комитет по благоустройству возглавляла его мать, и там таких фигур быть не могло. Со временем фильм стал очень популярным среди представителей андерграунда. Прайс связывала работу Уотерса с Энди Уорхолом и Класом Олденбургом и отмечала, что в ней стираются границы хорошего и плохого вкуса. По её словам, Уотерс определял американское сообщество через пластик. Она приводит цитату Олденбурга: «Я за искусство, которое вросло в повседневный мусор и всё же одержало верх» («I am for an art that embroils itself with the everyday crap & still comes out on top»).
В 1990 году пластиковые фламинго попали в «Энциклопедию дурного вкуса» (Encyclopedia of Bad Taste), а годом позже — в «Полный каталог поп-культуры» (Whole Pop Catalog). В 1996 году Федерстон получил Шнобелевскую премию в области искусств за «декоративно-эволюционное изобретение, пластикового розового фламинго». Автор скульптуры в 2007 году отмечал, что, несмотря на жёсткую критику, дешёвые тропические птицы пользовались популярностью, так как «до этого только богатые люди могли позволить себе иметь плохой вкус» («before that, only the wealthy could afford to have bad taste»).

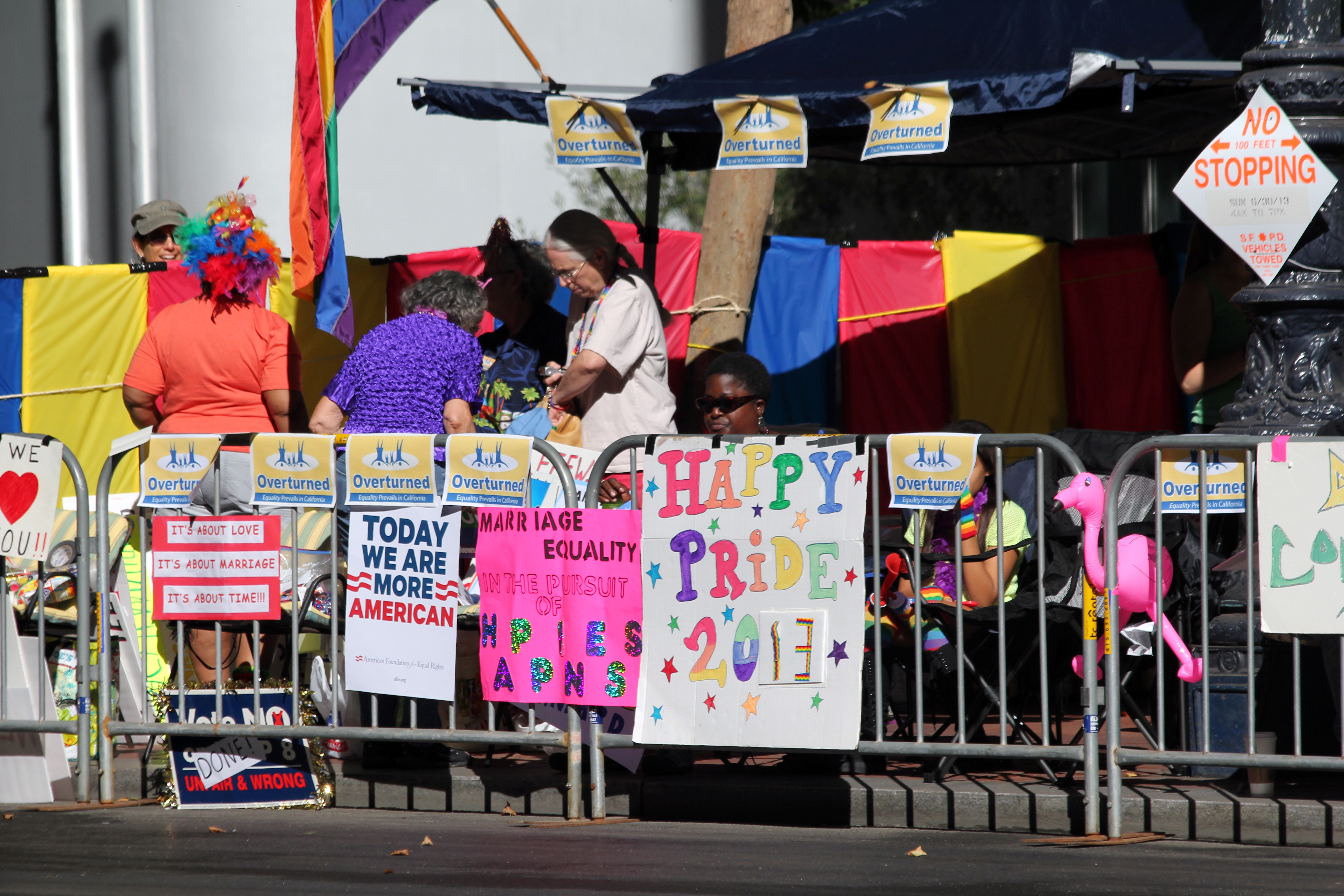
Надувной розовый фламинго на гей-параде в Сан-Франциско в 2013 году

Некоторое время пластиковые фламинго были символом гомосексуального движения. Ещё в 1960-х годах его представители использовали розовых птиц для обозначения своей ориентации. Открытая гомосексуальность создателя «Розовых фламинго» Уотерса только закрепила значение этого символа. Ещё дальше пошёл Томер Эшед (Tomer Eshed), выпустивший в 2011 году короткометражный фильм Flamingo Pride, в котором показал стаю гомосексуальных птиц и историю единственного фламинго-натурала в ней.
На проходивших в 1990 году в Ванкувере третьих гей-играх в последний день соревнований состоялась эстафета, в которой спортсмены, переодевшись в маскарадные костюмы, использовали фигуру фламинго в качестве эстафетной палочки. Эта традиция со временем закрепилась, «эстафета розового фламинго», в частности, проходила на гей-играх в Нью-Йорке в 1994 году.
В конце 1970-х пластиковых фламинго стали использовать как символ протеста и нарушения границ. В первый день учёбы, 4 сентября 1979 года, перед деканатом Висконсинского университета Мадисона появилась «стая» из 1008 пластиковых фламинго. Партия «Ведро и лопата», сформированная годом ранее в качестве шуточной альтернативы скучному студенческому правительству, таким образом благодарила своих сторонников за оказанную поддержку, которая позволила им победить на перевыборах в Студенческую ассоциацию Висконсина. Мероприятие вошло в историю учебного заведения, а открытки с лужайкой перед деканатом в то утро продолжают продаваться в его кампусе. В 2009 году в память об этом событии мэрия Мадисона объявила пластикового фламинго официальной птицей города. По словам Прайс, со временем границы высокого искусства и обыденности стёрлись, китч стал высоким искусством, а пластиковые фламинго перестали выполнять свою протестную функцию.
Профессор массовой культуры Сиракузского университета Роберт Томпсон отметил, что пластиковый фламинго, наравне с бархатным Элвисом (изображением Элвиса Пресли в сценическом костюме с микрофоном на тёмном бархате), стал иконой китча. На сорокалетний юбилей Доналд Федерстон и его пластиковый фламинго были приглашены в утреннее Today Show на канале NBC и общественно-политическое шоу «60 минут» на канале CBS.

## В культуре, быту и общественной жизни

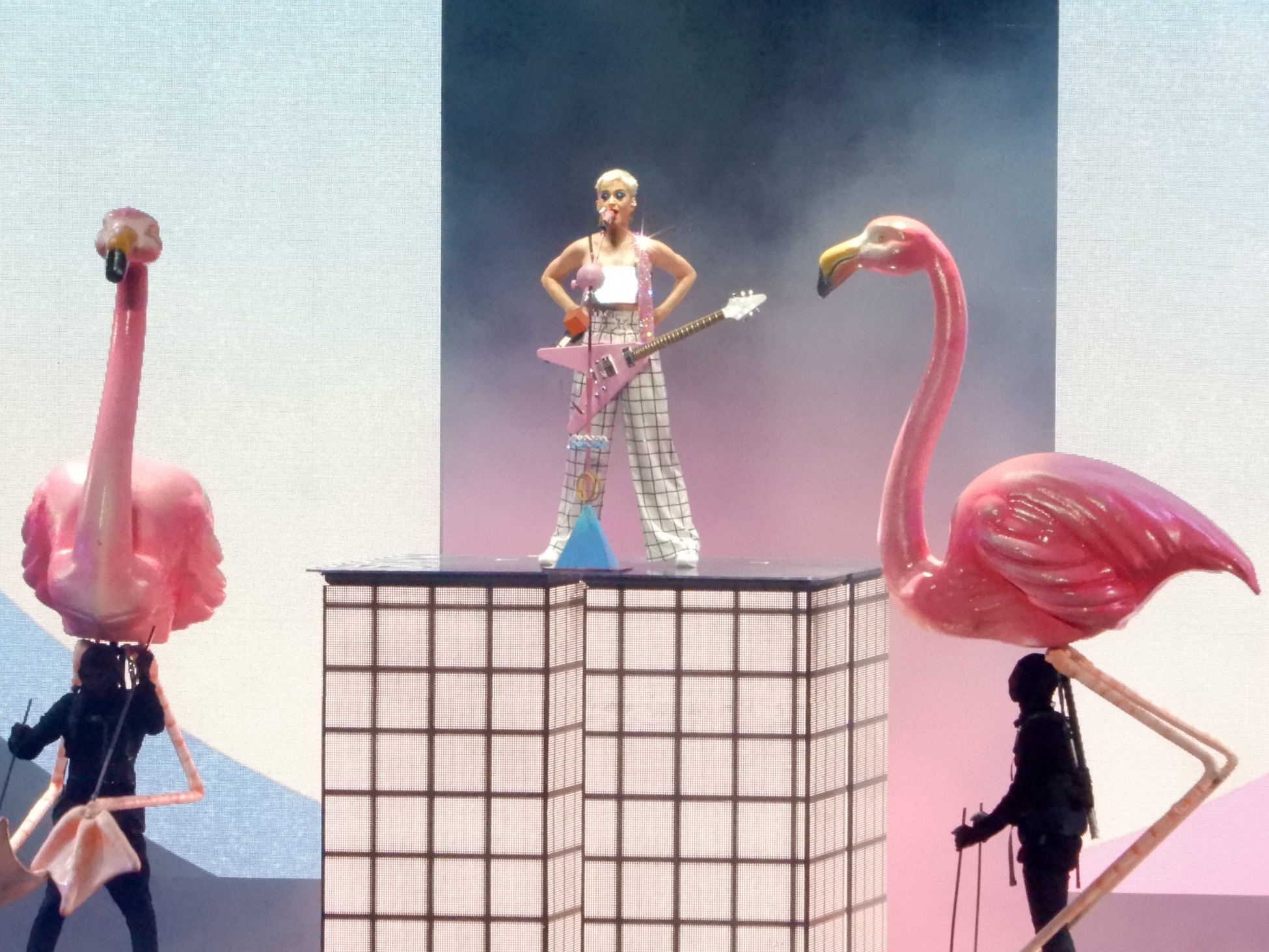
Кэти Перри в Мэдисон-сквер-гарден в 2017 году

Со временем пластиковые фламинго мигрировали в музеи. Они сопровождали экспозицию, посвящённую Мэрилин Монро и Элвису Пресли в Музее искусств Филбрук в Талсе в 1996 году, появились в музее пластика у себя на родине в Леминстере и в Национальном музее американской истории в Вашингтоне, который является частью Смитсоновского института. В конце 1990-х годов их стали продавать в сувенирном магазине при Музее современного искусства в Лос-Анджелесе. По словам Лазански, долголетие пластикового фламинго обусловлено обширными связями между культурой потребления и изящными искусствами.
Поколение бэби-бумеров стало обозначать ими новые места и жизненные этапы: их дарили на новоселья и на дни рождения. Более старшее поколение видело в розовом фламинго ностальгию по розовым кухням пятидесятых, невинности и оптимизму того времени. Федерстон создал более 600 фигур для газона, включая пингвинов и садовых гномов, летящего рождественского оленя и ослика, маму-утку с утятами, однако в 2015 году его смертное ложе было застелено простынями того же ярко-розового цвета, что и его фламинго.

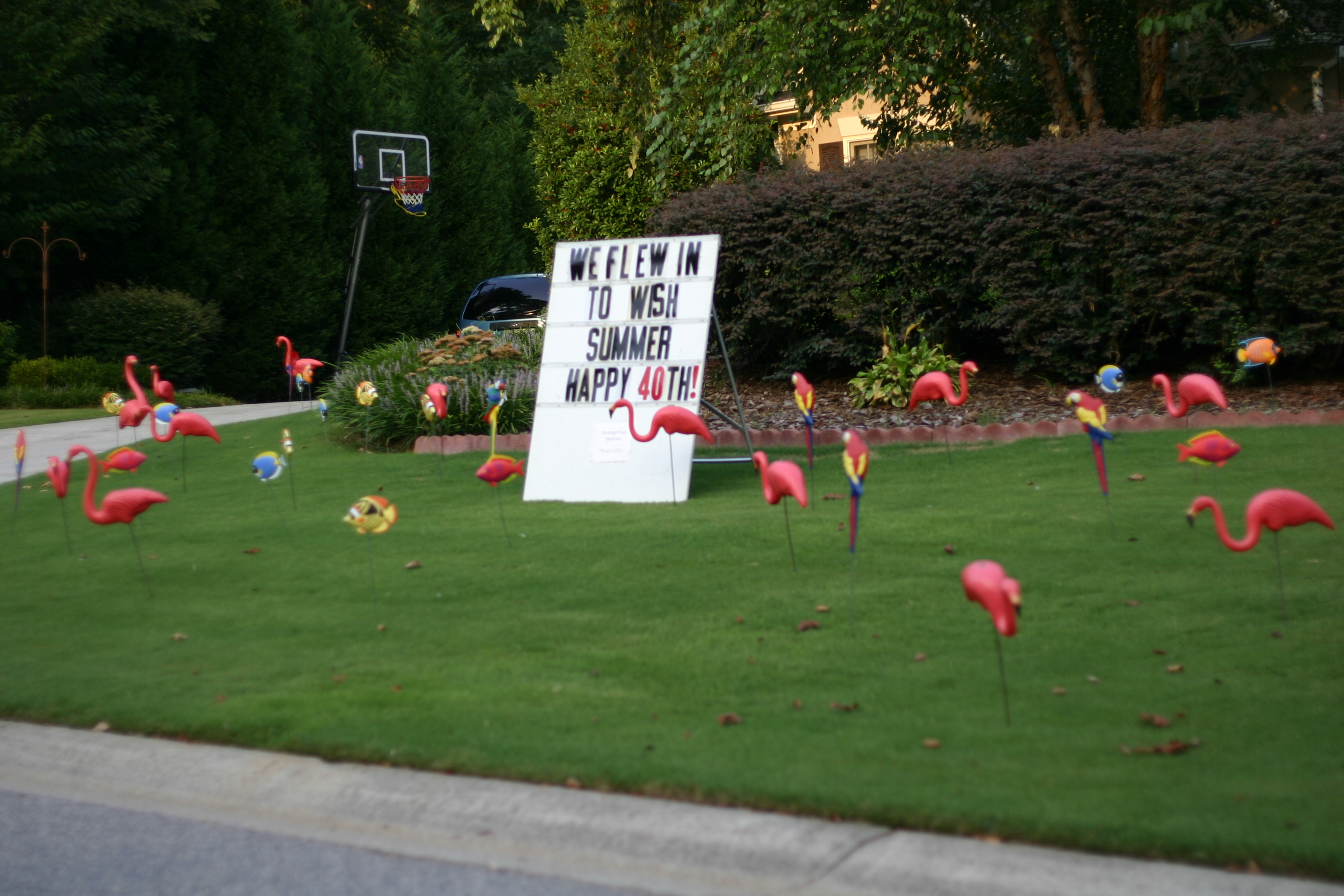
Надпись на плакате: «Мы прилетели, чтобы пожелать Саммер счастливого 40-летия»

Особенно популярны стали розыгрыши с пластиковыми фламинго на дни рождения. Когда пара близнецов Рик и Ральф Фацио устанавливала пару розовых фламинго (которую до этого они украли с другого газона) на лужайке своего двоюродного брата, чтобы весело поздравить того с днём рождения, подошедший к ним прохожий попросил повторить шалость на дне рождения его жены. В 1991 году братья основали компанию Flamingo Surprise, призванную помочь людям весело отметить праздник. В 2001 году эта компания работала в Кливленде и Чикаго и имела франшизы в Сан-Франциско, Оклахома-Сити и Атланте, выполняя от 30 до 100 заказов ежедневно.
Установка стай фламинго на чужие газоны стала популярным у школьников способом сбора денег на классные мероприятия. Тактику переняли онкологические организации — розовый цвет пластикового фламинго связан с символической розовой лентой, объединяющей организации и частные лица, поддерживающие борьбу против рака молочной железы. Ноа Брокмейер (Noah Brokmeier) использовал стаи фламинго, чтобы повысить информированность людей о диабете, особенно детском. Ему самому поставили диагноз в шесть лет, символом своей кампании он выбрал синего фламинго, которого дарил людям, вступившим в «стаю» и совершившим пожертвования. Сбор средств посредством «флокинга» («flocking»), когда несколько пар пластиковых фламинго остаются на участке потенциального донора до тех пор, пока тот не сделает пожертвование, нередко критикуется как нарушение границ собственности и вандализм.

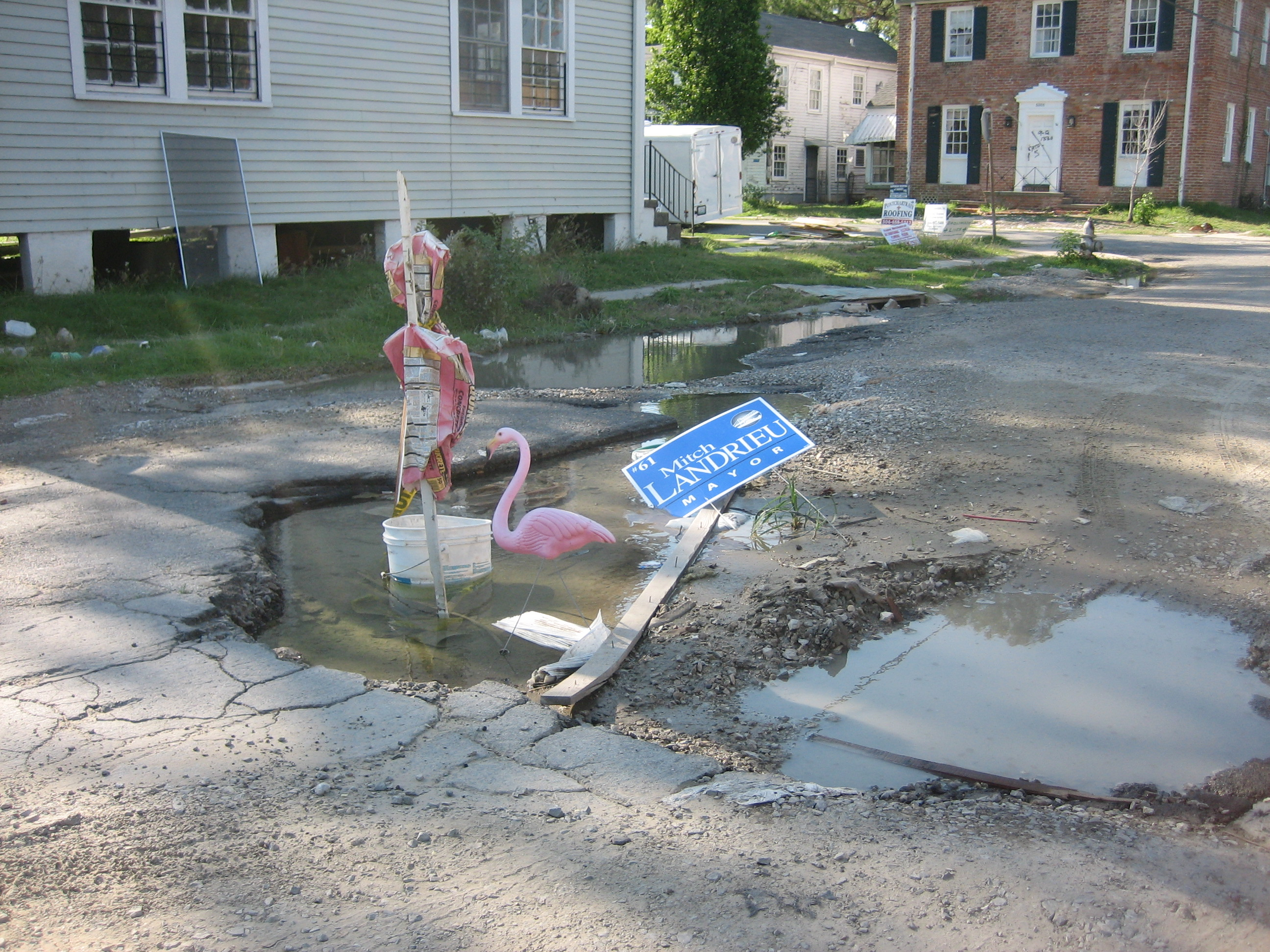
Пластиковые фламинго отдыхают на дороге в Новом Орлеане, размытой после урагана Катрина в 2006 году

В США популярны неорганизованные инсталляции пластикового фламинго. Ещё в 1980-е годы американцы стали брать пластиковых птиц с собой в путешествия, чтобы сделать с ними фотографии в экзотических местах. Птицы появлялись на мысе Канаверал перед запуском ракеты или около статуи Свободы, на Гранд-Каньоне, на горнолыжных склонах или в других знаковых местах отдыха. Альбом фотографий фламинго, представленный на сайте Get Flocked, включает пластиковых птиц, снятых американскими военными за рубежом, например, на военных базах в Ираке. Его владельцы, Эдвард и Бетси Краковяк (Edward and Betsy Krakowiak), говорят, что пластиковых фламинго «можно либо любить, либо ненавидеть». Доналд Федерстон собрал сотни фотографий пластикового фламинго, поместив часть из них в фотоальбом The Original Pink Flamingos: Splendor on the Grass. Более 1600 фотографий пластикового фламинго размещено в группе Pink Flamingo Fun, объединяющей любителей этого подвида на Flickr. Поклонники пластиковых фламинго в Нортбуке в Иллинойсе устраивают «пятницы фламинго», на которых собираются с соседями на участке, предварительно обозначенном пластиковой фигурой. В ботаническом саду Южного Техаса проходит конкурс художественных инсталляций «Flamingo Fandango», в котором участники одевают расставленные в ботаническом саду пластиковые фигуры фламинго в разные костюмы.
Пластиковый фламинго Флойд стал талисманом безопасности на лавиноопасных горных дорогах близ вершины Вашингтонского перевала, так как привлекает к себе внимание, в отличие от обычного дорожного знака, который часто игнорируется.
В 1996 году пластиковые фламинго появились в рекламе автомобиля Saturn. Они стали героями нескольких криминальных романов: Flamingo, Neon flamingo, A Morning for Flamingos. Розовый персонаж по имени Фэзерстоун (в английском варианте — Featherstone, по фамилии Доналда Федерстона), которого озвучивает Джим Каммингс, появился в 2011 году в мультфильме студии Диснея «Гномео и Джульетта». В вышедшей в 2000 году компьютерной игре The Sims, представляющей собой симулятор жизни, можно купить пластикового фламинго и украсить им любую часть виртуального пространства. Фигура сохранилась и в продолжении симулятора — The Sims Bustin' Out.
Писатель и защитник природы Терри Темпест Уильямс (Terry Tempest Williams) назвал пластиковых фламинго «нашей неестественной связью с естественным миром» («our unnatural link to the natural world»).